# Lamidato
Il lamidato è un  sistema di governo islamico di tipo feudale presente in Camerun, istituito dai cavalieri Fulbé ad inizio Ottocento. L'introduzione di questo sistema avvenne nel contesto dell'islamizzazione delle tribù animiste. Il Lamidato più prestigioso ancora presente è quello di Rey Bouba.
Il re (Lamido) è l'equivalente di un sultano islamico ed esercita la sua autorità all'interno di un lamidato, sorta di regno locale, suddiviso in varie provincie e governato con una struttura piramidale. Questa figura gode dei privilegi riservati alle autorità locali e detiene spesso potere decisionale anche a livello giuridico/tribale ossia risolve le controversie che si vengono a creare nella sua giurisdizione.